# Aspilota isfahanensis
Aspilota isfahanensis is een insect dat behoort tot de orde vliesvleugeligen (Hymenoptera) en de familie van de schildwespen (Braconidae). De wetenschappelijke naam van de soort werd voor het eerst geldig gepubliceerd door Francisco Javier Peris-Felipo in 2016.
Deze schildwesp werd in 2012 ontdekt in de Iraanse provincie Isfahan. Het is slechts de derde Aspilota-soort uit westelijk Azië die werd beschreven; de twee eerdere zijn Aspilota alfalfae en Aspilota delicata, beide ook in Iran ontdekt.